# Amagertorv

Amagertorv, 1901. Fotografi: Sigurd Curman

Amagertorv är ett danskt långsträckt torg i Indre By i Köpenhamn. Amagertorv har fått sitt namn efter att bönder och fiskare från Amager tidigare använt torget för avsättning av sina varor. Amagertorv är i dag en del av gågatan Strøget. 
Torget finns omnämnt redan 1389 och då som Thiedeskemannegade (Tyskmannegade). Vid mitten av 1400-talet benämns det Fisketorvet. Namnet Amagertorv har använts sedan omkring 1472.
På 1500- och 1600-talen användes torget också för större begivenheter och för riddarturneringar. På vardagar satte dock bönderna, fiskarna och deras varor prägel på torget. 
Under 1700-talet låg Köpenhamns största gästhus och restaurarang Store Lækkerbidsken vid torget.
Efter Köpenhamns brand 1795 förändrades förhållandena. Då etablerades Højbro Plads, som en förlängning av Amagertorv. Torghandeln flyttades och torget blev mötesplats för väntande stadsbud. Det fanns då en pump på den plats där Storkespringvandet senare restes 1894, och där var där buden samlades.

## Storkespringvandet
Fontänen modellerades av Vilhelm Bissen efter teckningar av målaren Edvard Petersen och göts av Lauritz Rasmussen. Den donerades av Foreningen til Hovedstadens Forskønnelse, som 1888 hade utlyst en tävling med anledning av kung kronprins Fredriks (senere Fredrik VIII) och kronprinsessan Louises förestående silverbröllopsdag. Fontänen invigdes 1894.
Då fontänen var ny, sprutade den vatten på ett sådant sätt mot fåglarnas utbredda vingar att vattnet kom i ansiktena på  förbipasserande fotgängare. Pressen gjorde narr av detta, samtidigt som polisen ofta var tvungen att rycka ut därför att folk kastades upp i basängen. Kommunen stängde av vattnet, men det ledde till att folk kastade sopor i skulpturen i stället, och därför sattes vattnet på igen.

## Byggnader i urval
- Amagertorv 6 är det äldsta huset vid Amagertorv. Det är ett borgerhus från 1616, som är byggt i nederländsk renässansstil.
- Amagertorv 29 uppfördes 1798-99 som klostret Det Petersenske Jomfrukloster, ritat av J.B. Guione

## Bildgalleri

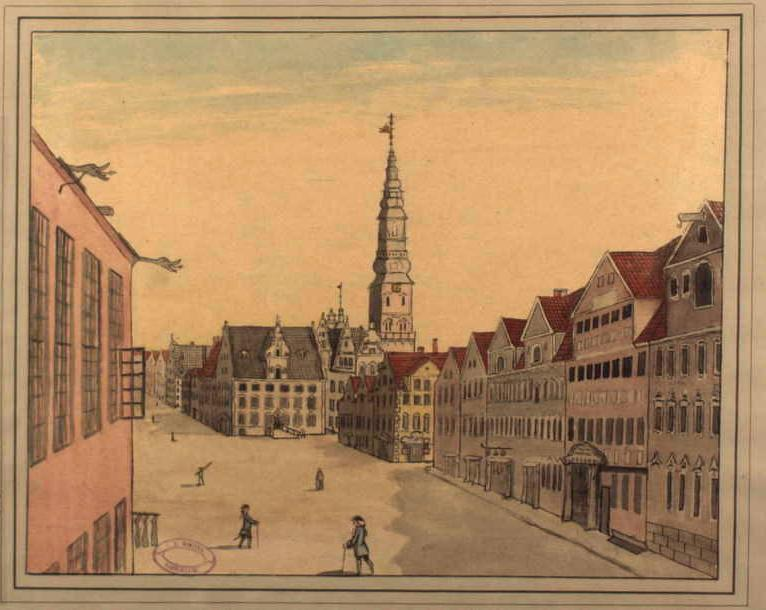
Amagertorv, 1750. Målning av Johannes Rach och Hans Heinrich Eegberg.
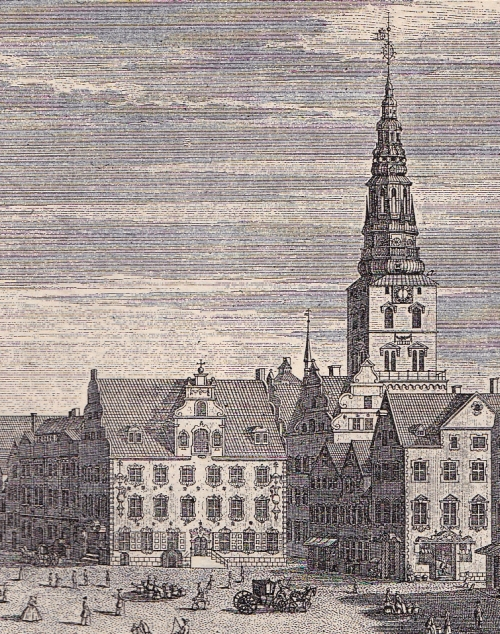
Köpenhamns gästhus Store Lækkerbidsken, omkring 1750
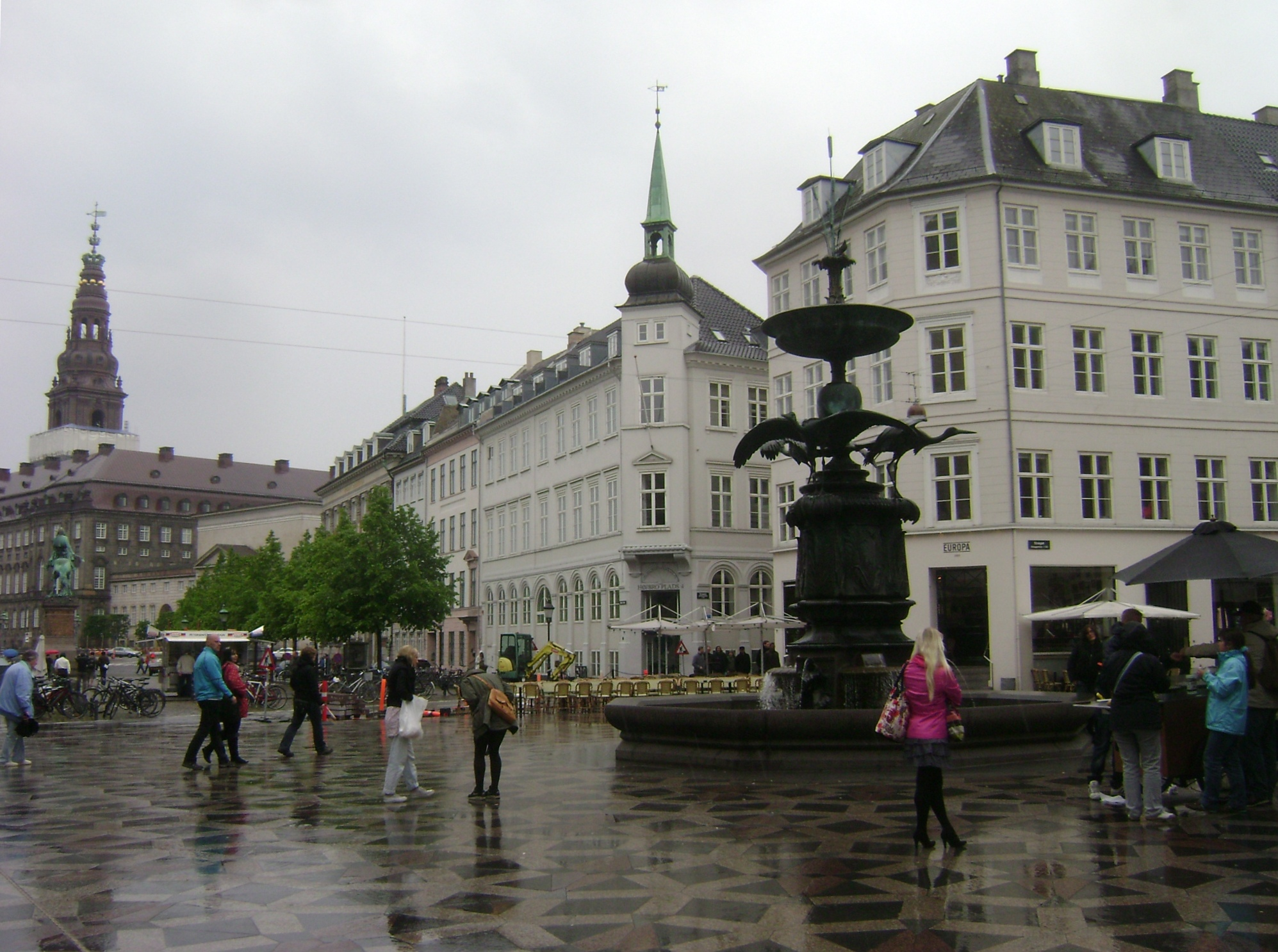
Amagertorv sett mot Christiansborgs slott
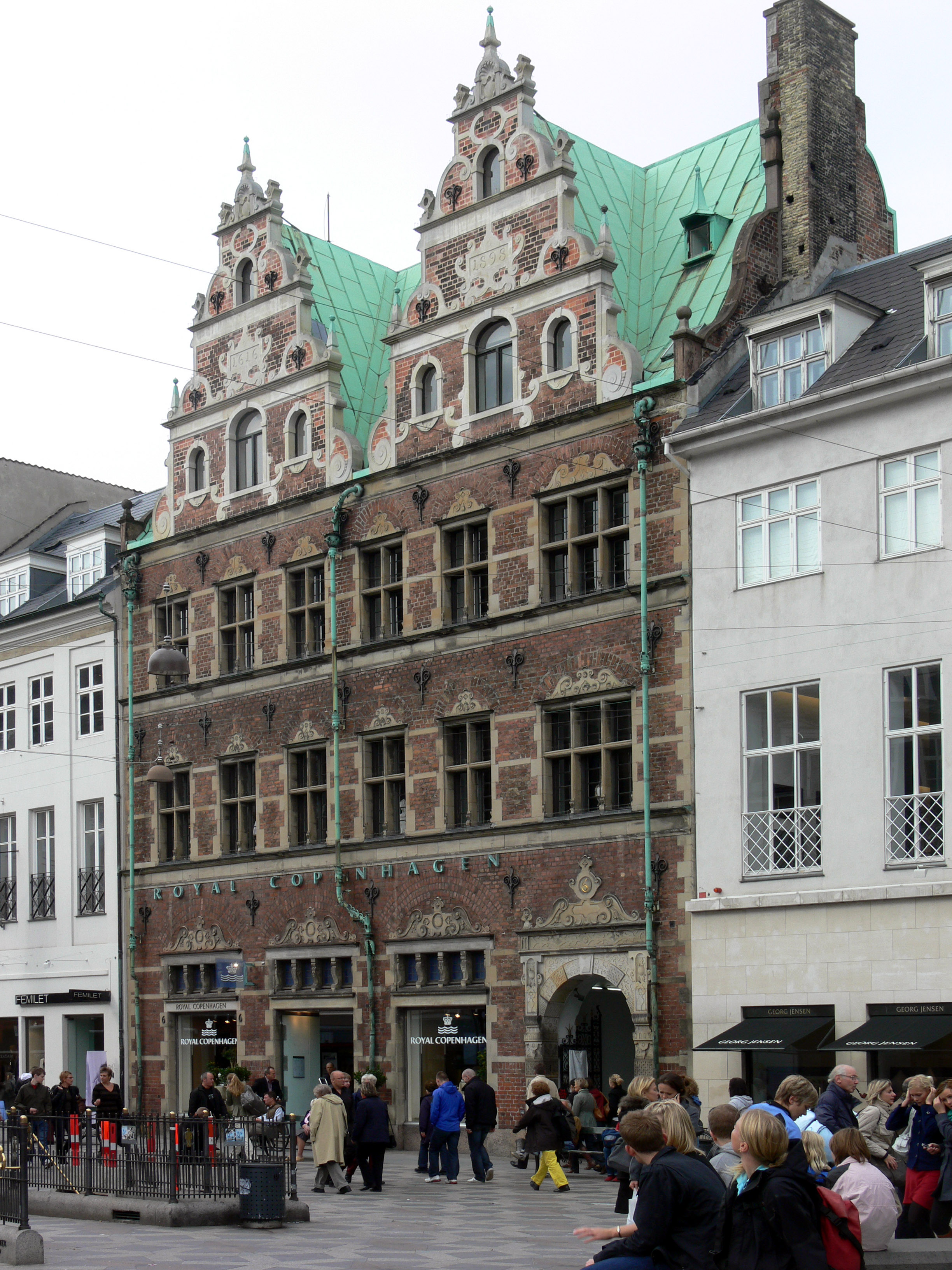
Amagertorv 6, Matthias Hansens Gård
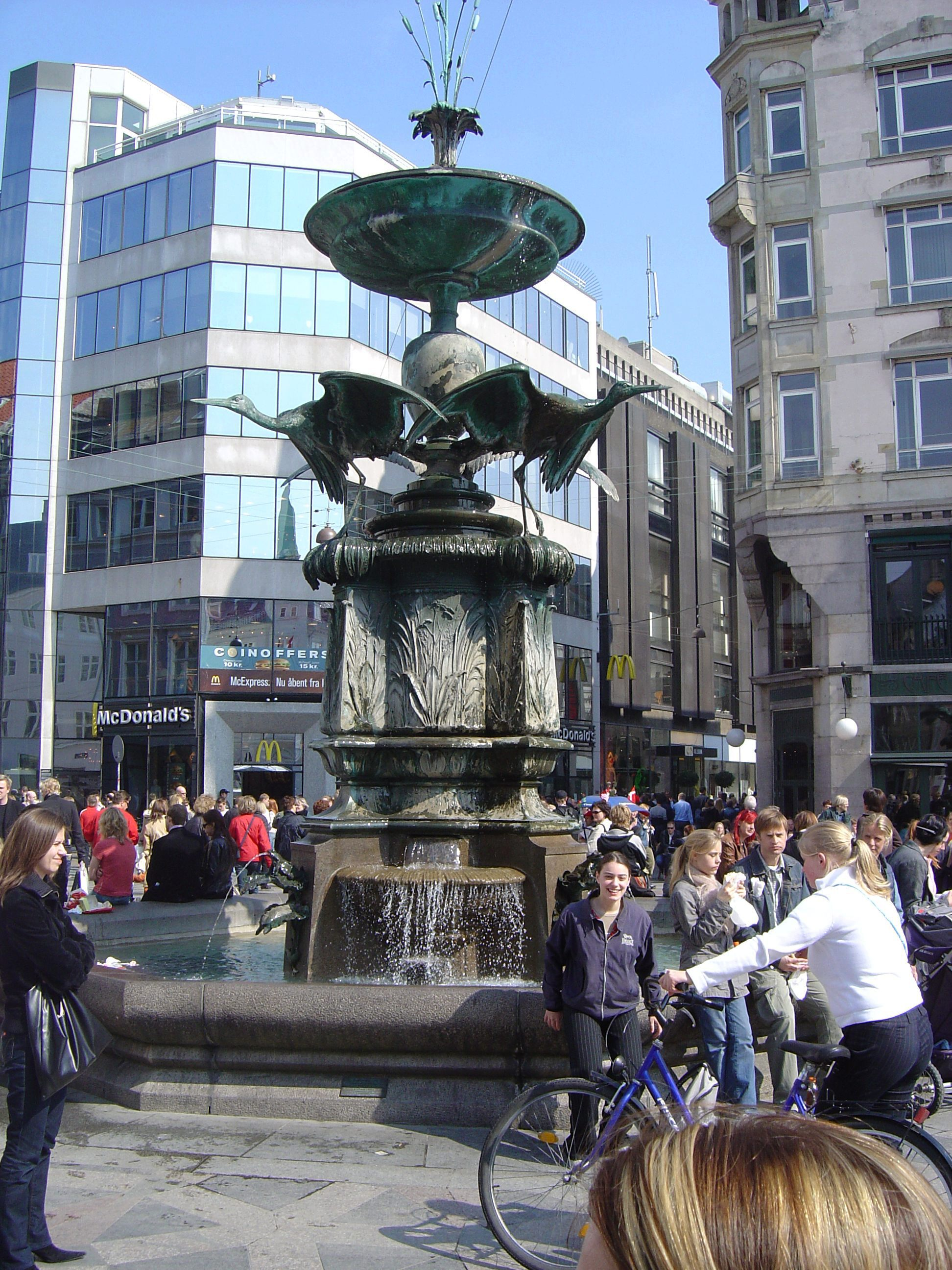
Storkespringvandet